# آی‌جی پورت
آی‌جی پورت (انگلیسی: IG Port) یک شرکت هلدینگ ژاپنی است که در ۱ دسامبر ۲۰۰۷ در نتیجه ادغام و اکتساب بین شرکت‌های استودیوی انیمیشن ژاپنی پروداکشن آی. جی و ناشر مانگا Mag Garden تأسیس شد.